# تسرکوینه (ملادنوواتس)
تسرکوینه (به صربی: Crkvine) یک منطقهٔ مسکونی در صربستان است که در ملادنوواتس واقع شده‌است.